# Psychotria papuana
Psychotria papuana là một loài thực vật có hoa trong họ Thiến thảo. Loài này được (Wernham) H.St.John miêu tả khoa học đầu tiên năm 1936.